# Moinville-la-Jeulin
Moinville-la-Jeulin è un comune francese di 121 abitanti situato nel dipartimento dell'Eure-et-Loir nella regione del Centro-Valle della Loira.

## Società

### Evoluzione demografica
Abitanti censiti